# 중국고속철도 CRH3
CRH3형 전철(중국어: CRH3型电力动车组)은 중화인민공화국 철도부의 제6차 재래선 증속 계획을 위해 독일 지멘스의 기술 제공 라이선스에 의해서 중화인민공화국의 차량 메이커가 제조하는 고속철도 차량이다.

## 개요
중화인민공화국 철도부는 캐나다, 일본, 프랑스의 고속철도의 기술을 도입하기 위해 경쟁적인 제조 계약을 하고 있지만, 본 형식은 지멘스 벨라로 차량을 기반으로 개발하는 것으로 시속 최고 영업 속도 300km의 고속철도로 사용하는 차량과 시속 최고 영업 속도 200km로 운행하는 재래선 고속화용 차량을 모두 100대를 편성하였다. 그 중 60편성의 경우 지멘스 벨라로 기반의 차량을 현지 기업과 합작으로 납입하기로 2005년에 결정되었다. 3편성의 경우 독일에서 제작하는 반면 나머지 편성의 경우 중화인민공화국 기술 이전을 통해 생산하도록 하여 베이차탕산(중국어: 北車唐山)이 제조하게 되었다.
현재 중화인민공화국 고속철도 전용 선로가 건설하면서 26편성이 추가로 생산이 이뤄지고 있고 2010년 인도되었다.
베이징-톈진 고속철도의 개통에 맞추어 중국고속철도 CRH2C(신칸센 E2계 1000번대 계열) 모델과 함께 2008년 8월 1일부터 세계 최고 영업 속도인 350km/h 속도로 영업 운전을 시작했다.

## 특징
- 차폭이 30cm 확장되어 일렬에 최대 5석을 설치하였다.
- 대부분의 좌석에 신칸센 E2계 전동차 및 중국고속철도 CRH2(신칸센 E2계 1000번대 기반)와 같은 외관의 회전의자를 설치하였다.
- 최고 영업 속도 350km/h의 속도로 운행을 한다.

## 세부 모델

### CRH3A
CRH3A형 전철(중국어: CRH3A型电力动车组)은 2012년에 시속 최고 영업 속도 250km/h를 목표로 하는 모델을 기반으로 개발을 시작했고 2013년에 최초로 시제차가 출시되었다. 2017년 10월 4일부터 운행을 시작했다. 기존에 운행했던 CRH3C 전철, CJ1 전철 모델을 기반으로 개발되었고 전 편성 CRRC 창춘에서 제작되었다.

### CRH3C
CRH3C형 전철(중국어: CRH3C型电力动车组)은 2005년 중화인민공화국 철도부는 징광 고속철도에서 투입하기 위해 지멘스 벨라로 모델 60편성을 주문했다. 2007년에 최초로 독일에서 3편성을 제작했다. 이 모델은 지멘스 벨라로를 기반으로 하는 모델로 초기형 편성은 브레머하펜에서 제작되었다. 2008년부터 최고 영업 속도 시속 350km로 주행이 가능한 모델이 제작되었다. 같은 해 6월에 징진 고속철도 구간에서 최고 속도 394.3km/h를 기록했다. 이 모델은 스페인의 지멘스 벨라로 E 디자인과 유사하며 16량 편성으로 구성되었다. 1등석의 경우 50석, 2등석의 경우 490석으로 구성되었다. 2009년 10월에 중화인민공화국 철도부는 MOR 체결로 인해 20편성을 추가로 발주했다. 같은 해 12월에
정시 고속철도 구간에서 최고 속도 394.2km/h를 기록했다.

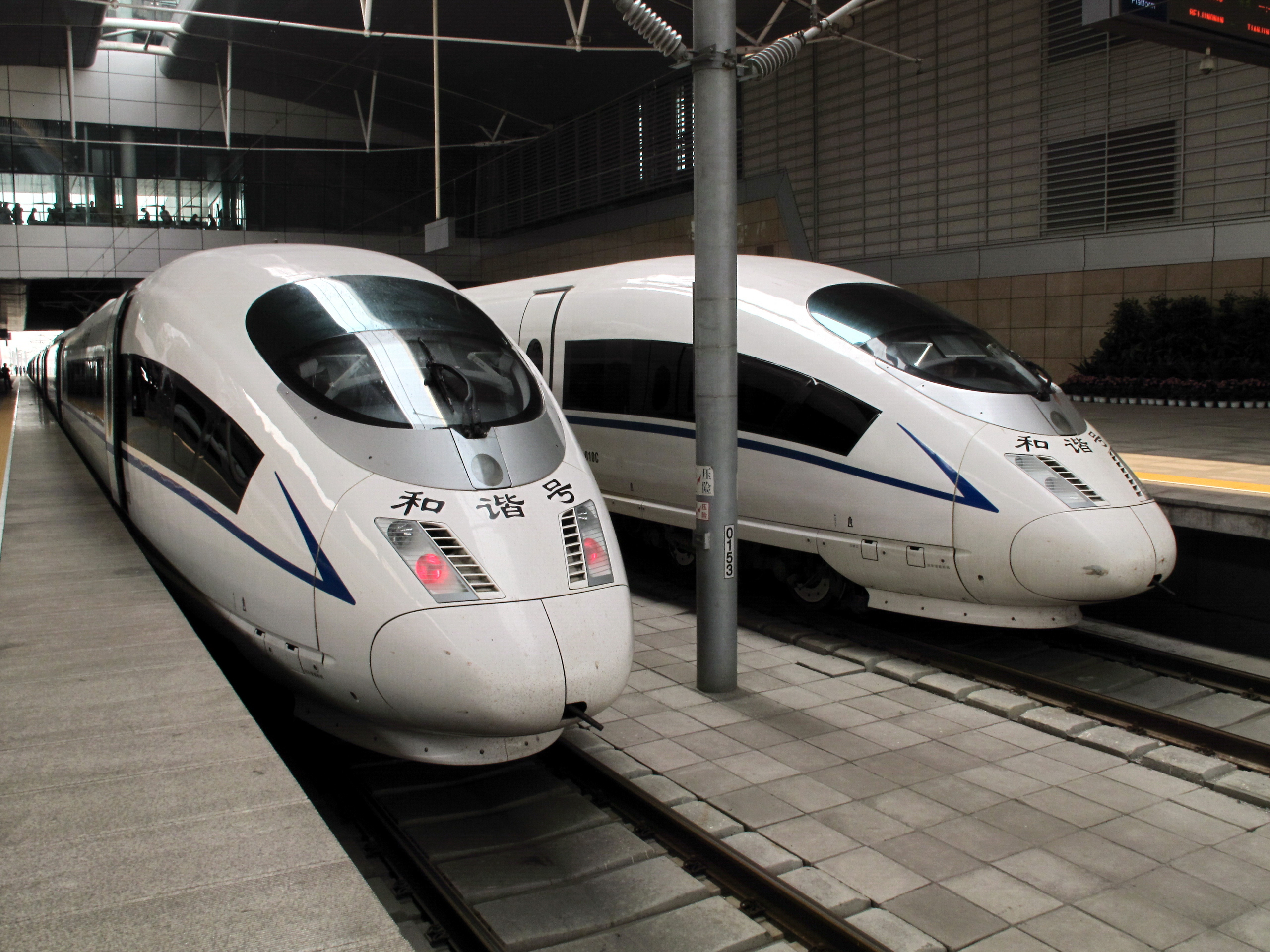
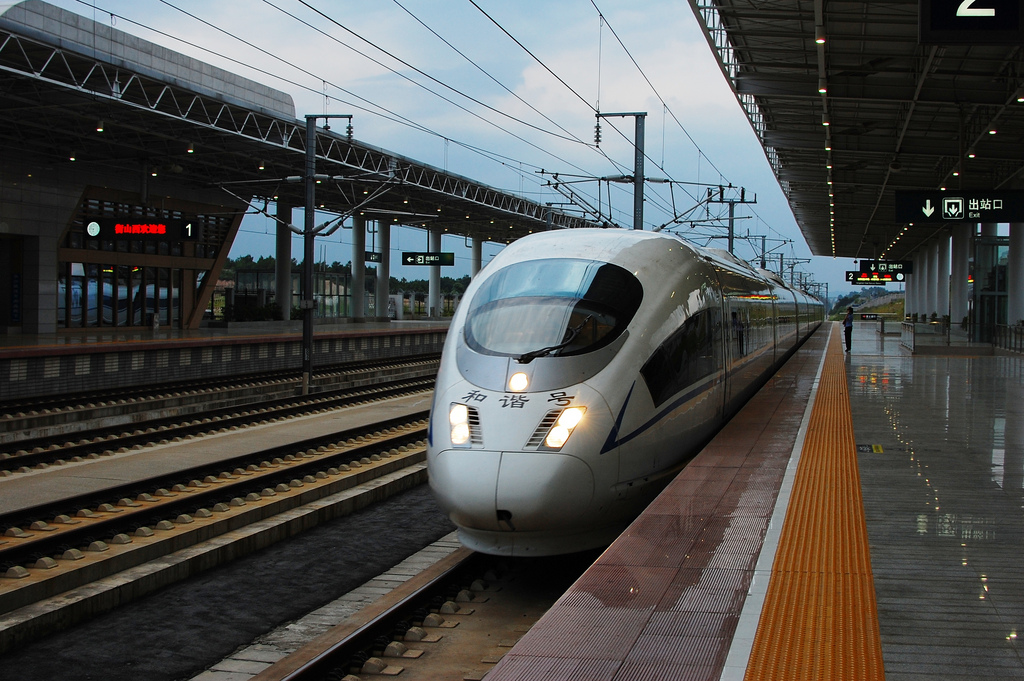
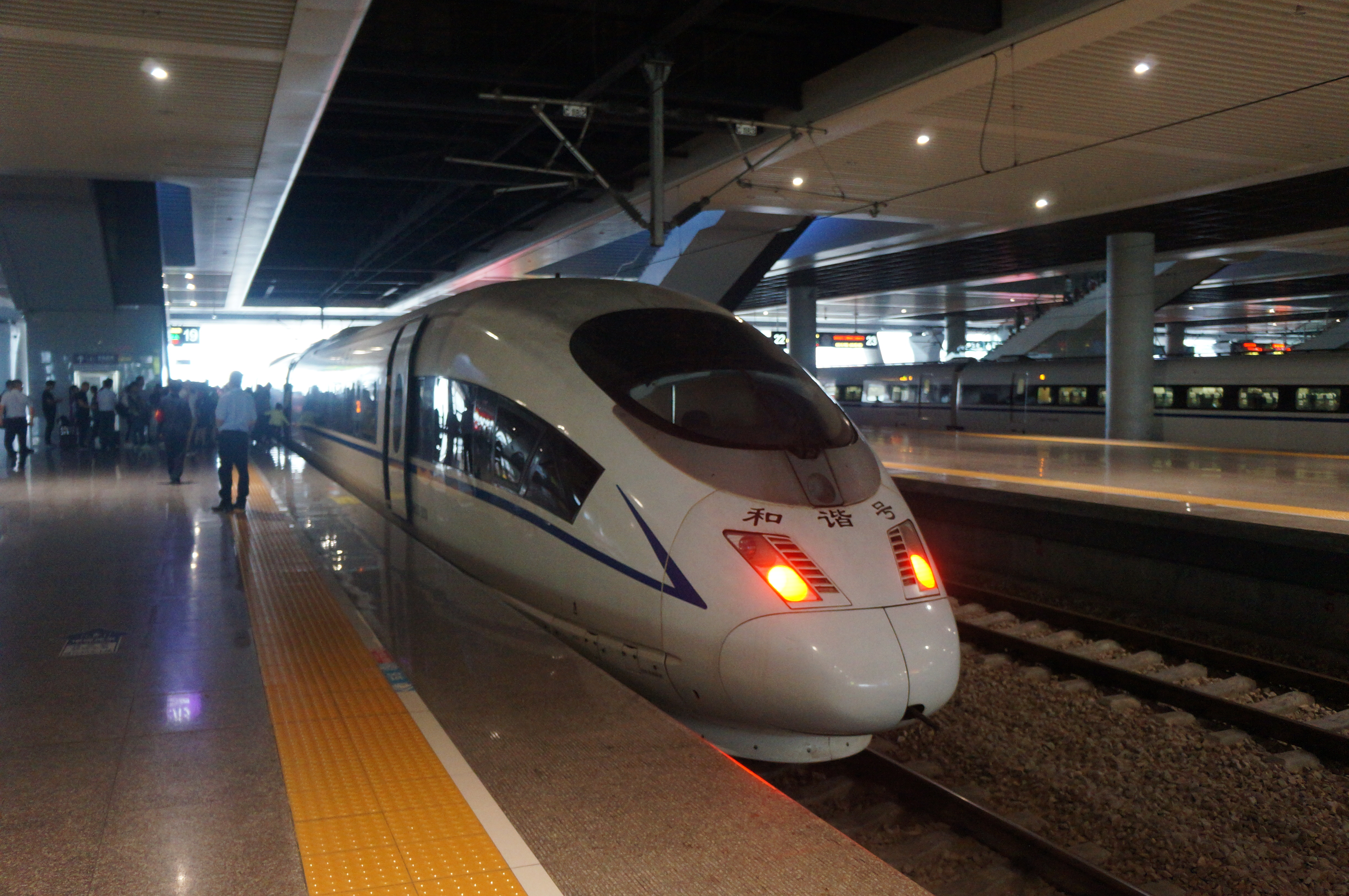

## 객차 구성
- CRH3A, CRH3C는 8개의 코치가 있으며 구성은 다음과 같다.

차량 대상
- M - M차량
- T - T차량
- C - 운전실
- P - 팬터그래프

코치 유형
- SW - 비즈니스 클래스 코치
- ZY - 퍼스트 클래스 코치
- ZE - 세컨드 클래스 코치
- CA - 뷔페차
- ZEC - 세컨드 클래스 코치 / 뷔페차
- ZYG - 퍼스트 클래스 코치 / 전망대
- ZEG - 세컨드 클래스 코치 / 전망대
- ZYT - 퍼스트 클래스 / 프리미엄 코치
- ZET - 세컨드 클래스 / 프리미엄 코치
- ZYS - 퍼스트 클래스 / 비지니스 코치
- ZES - 세컨드 클래스 / 비지니스 코치

### CRH3A
| 호차      | 1     | 2     | 3     | 4     | 5     | 6     | 7     | 8     |
| 유형      | ZE    | ZE    | ZE    | ZEC   | ZY    | ZE    | ZE    | ZE    |
| 차량 구성 | MC    | TP    | M     | T     | T     | M     | TP    | MC    |
| 차량 장치 | 1호기 | 1호기 | 1호기 | 1호기 | 2호기 | 2호기 | 2호기 | 2호기 |
| 좌석      | 48    | 90    | 90    | 77    | 63    | 90    | 90    | 65    |

- CRH3C-3081 ~ CRH3C-3096, CRH3C-5230 ~ CRH3C-5245편성까지 해당된다.

### CRH3C
| 호차      | 1     | 2     | 3     | 4     | 5     | 6     | 7     | 8     |
| 유형      | ZE    | ZE    | ZE    | ZEC   | ZY    | ZE    | ZE    | ZE    |
| 차량 구성 | MC    | TP    | M     | T     | T     | M     | TP    | MC    |
| 차량 장치 | 1호기 | 1호기 | 1호기 | 1호기 | 2호기 | 2호기 | 2호기 | 2호기 |
| 좌석      | 60+8  | 80    | 80    | 50    | 50    | 80    | 80    | 60+8  |

- CRH3C-3001 ~ CRH3C-3080편성까지 해당된다.

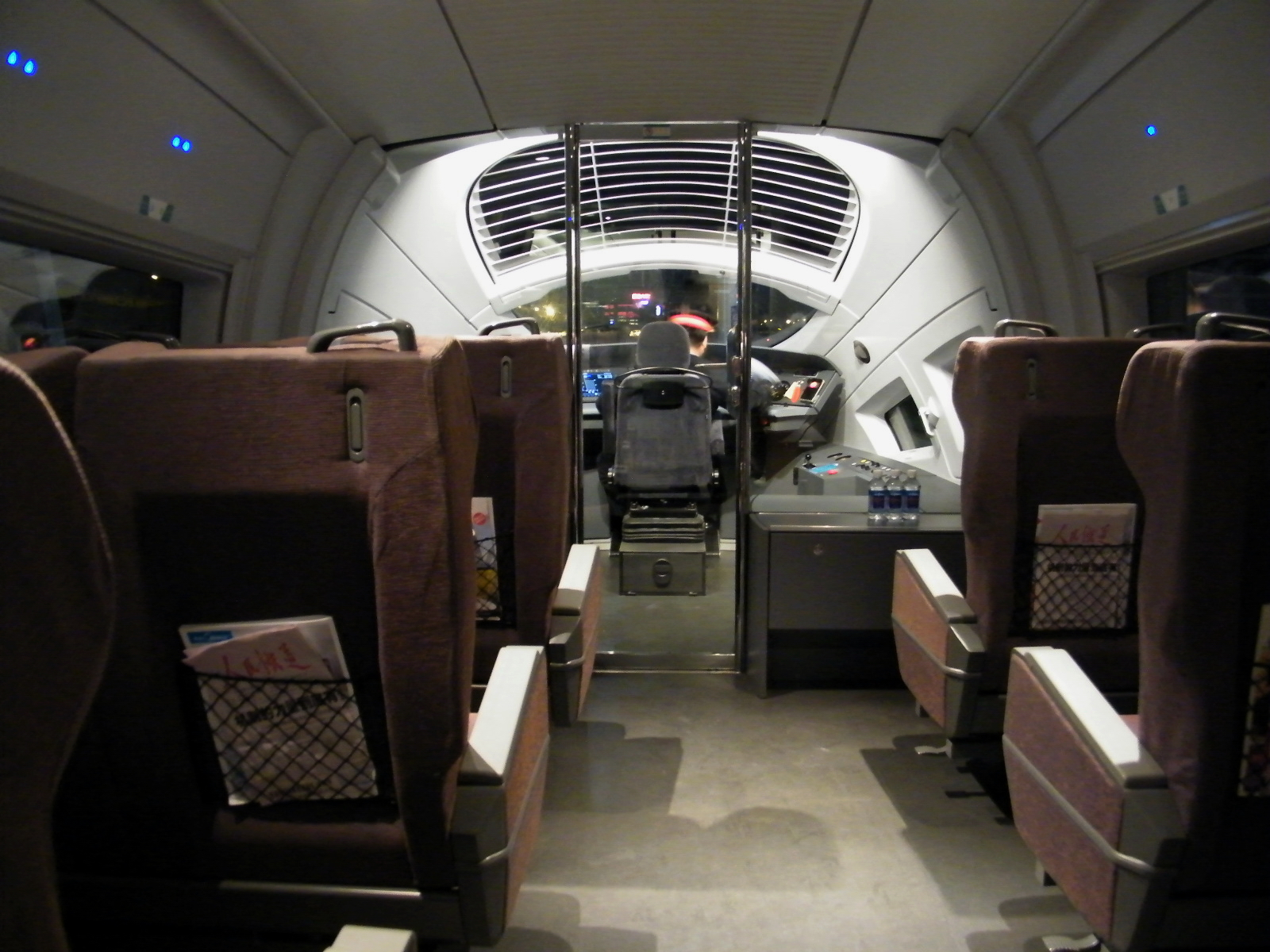
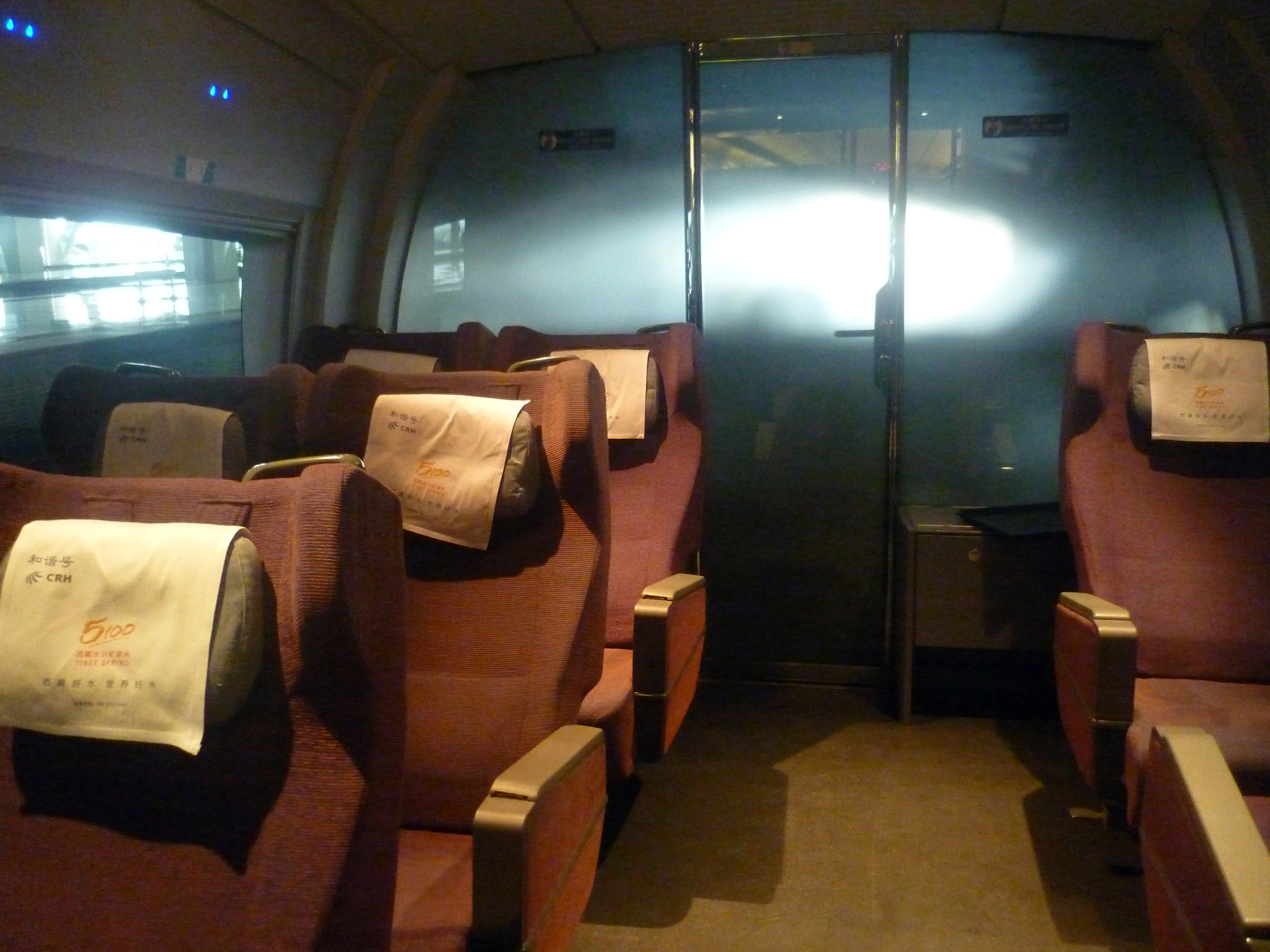
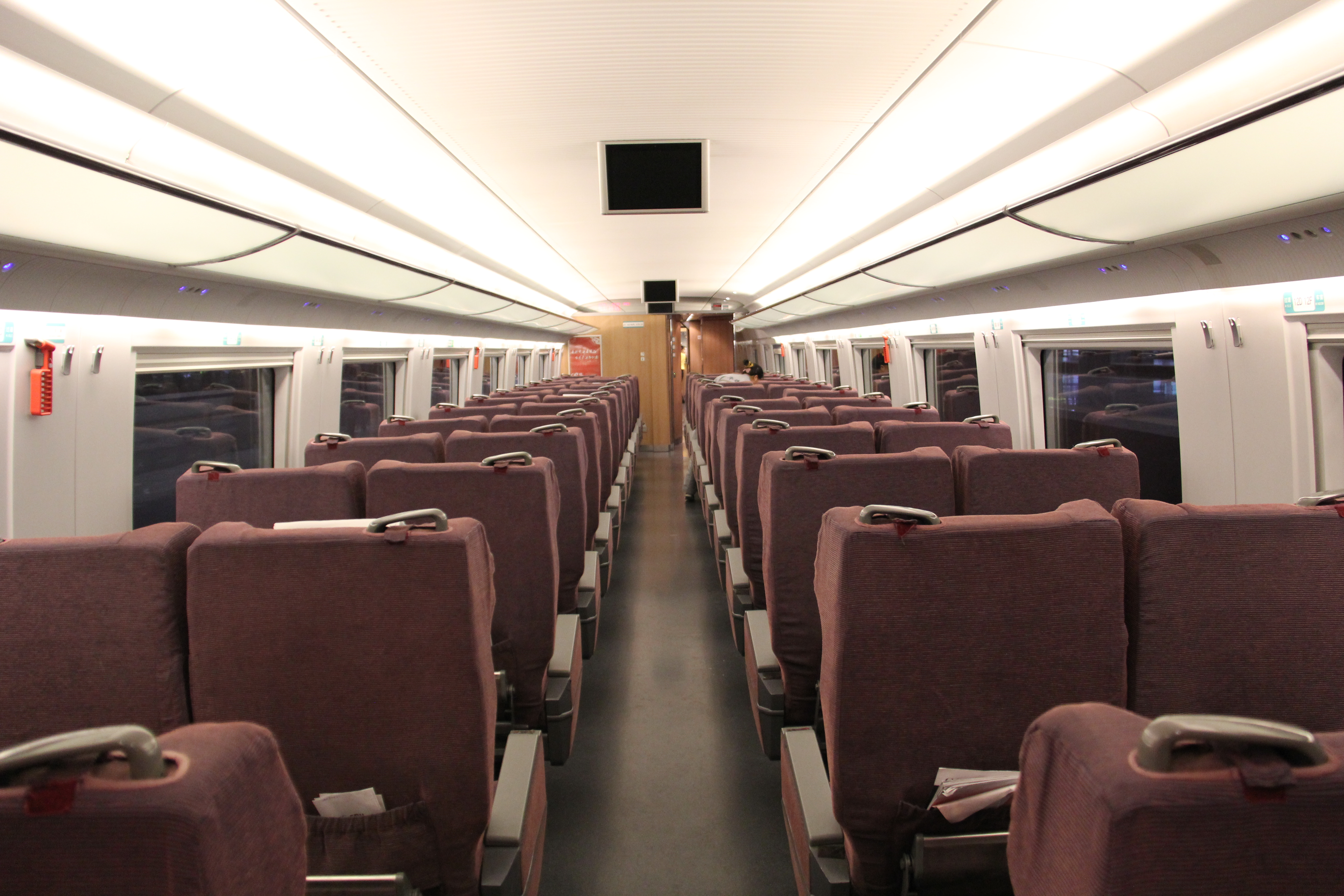
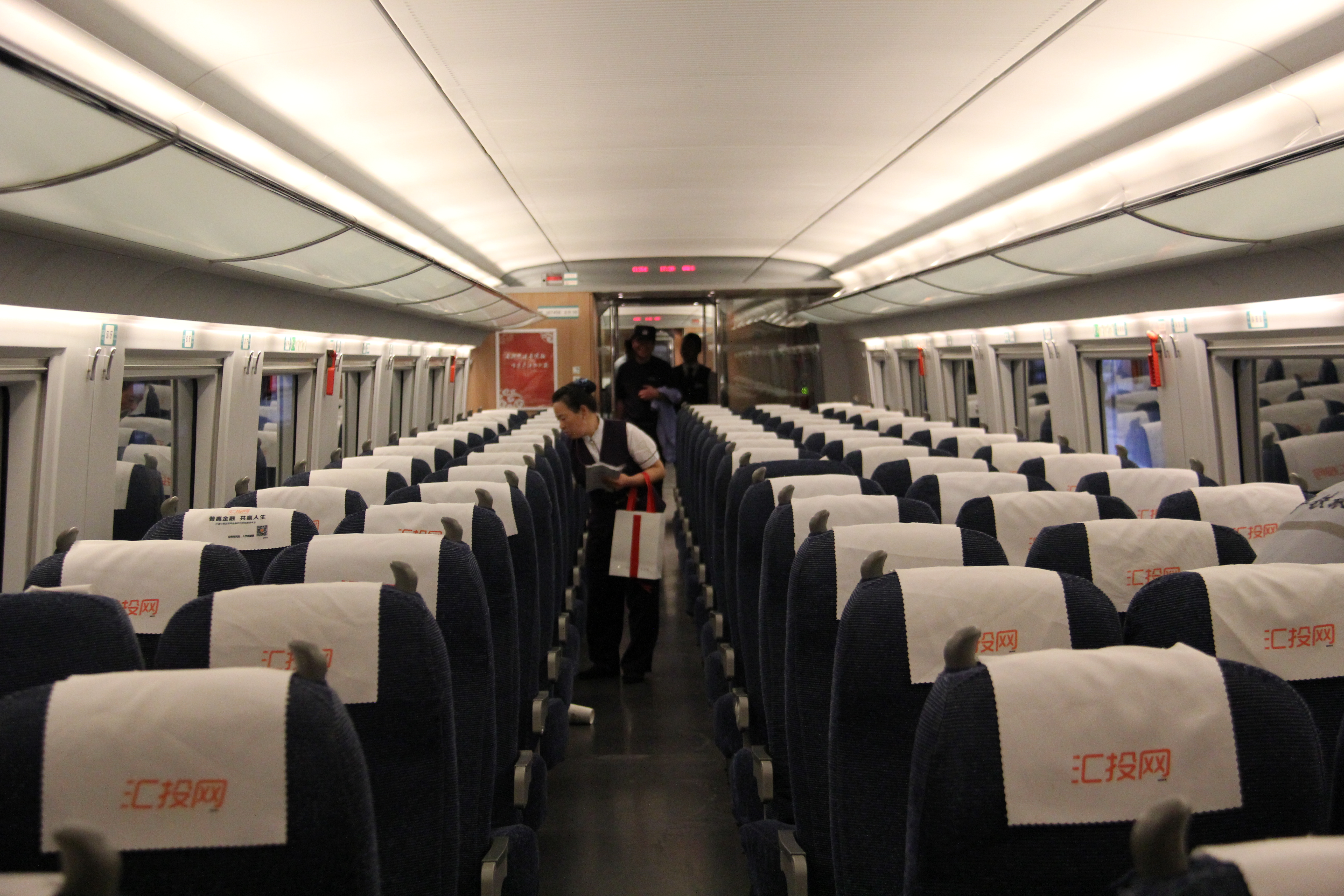
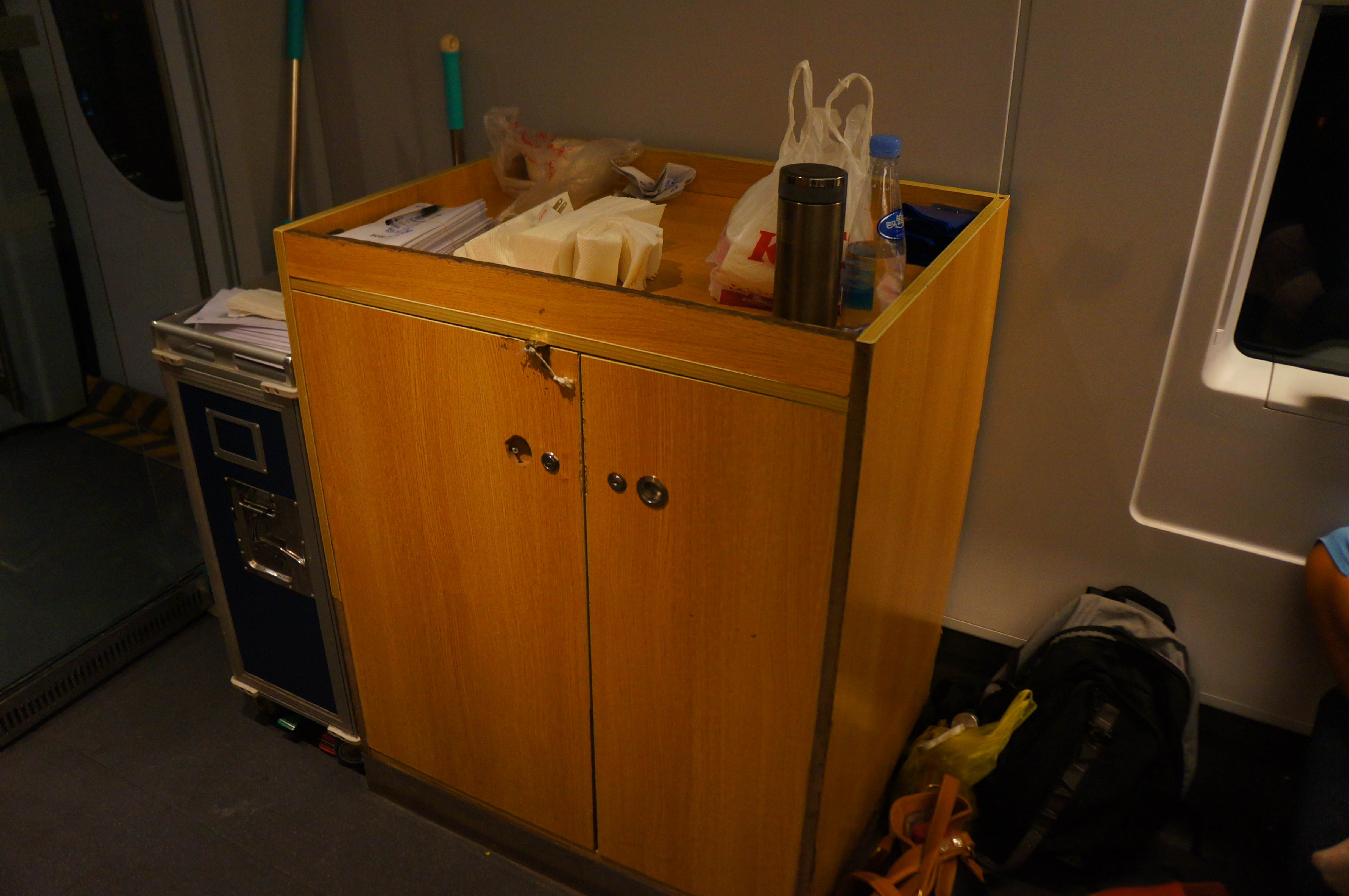

## 현황
| CRH3A         |    |                                                                                     |  |
| 시안 철도부   | 16 | CRH3A-3081 ～ CRH3C-3096                                                            |  |
| 청두 철도부   | 16 | CRH3A-5230 ～ CRH3A-5245                                                            |  |
| CRH3C         |    |                                                                                     |  |
| 베이징 철도부 | 20 | CRH3C-3003, CRH3C-3008, CRH3C-3010, CRH3C-3012 ~ CRH3C-3016, CRH3C-3019, CRH3C-3021 |  |
| 청두 철도부   | 10 | CRH3C-3001, CRH3C-3002, CRH3C-3004 ~ CRH3C-3007, CRH3C-3011, CRH3C-3018, CRH3C-3020 |  |
| 광저우 철도부 | 60 | CRH3C-3017, CRH3C-3022 ～ CRH3C-3080                                                |  |

## 같이 보기
- CRH380B
- CRH380C
- 지멘스 벨라로